# Santos Silva Alves Michael
Santos Silva Alves Michael (sinh ngày 16 tháng 2 năm 1996) là một cầu thủ bóng đá người Brasil.

## Sự nghiệp câu lạc bộ
Santos Silva Alves Michael đã từng chơi cho FC Gifu.